# セッツァー・ゴーズ・インストゥル-メンタル
『セッツァー・ゴーズ・インストゥル-メンタル』（原題：Setzer Goes Instru-MENTAL!）は、アメリカ合衆国のミュージシャン、ブライアン・セッツァーが2011年に発表したスタジオ・アルバム。自身初のインストゥルメンタル・アルバムである。

## 背景
当初は歌詞のある新曲を7曲作っていたが、たまたま「ブルー・ムーン・オブ・ケンタッキー」をギターで弾いたところ「とてもクールだ」と感じ、インストゥルメンタル・アルバムを作ることにしたという。
オリジナルの新曲「ゴー・ゴー・ゴジラ」は、当初はリヴィング・エンドのクリス・チェニーに提供するために作られた曲だが、最終的にはセッツァー自身が録音し、この曲は2011年公開の映画『ソウル・サーファー』のサウンドトラックに提供された。「ロンサム・ロード」は1927年に作曲されて以来、多くのアーティストが取り上げてきた曲だが、セッツァーはボビー・ダーリンのヴァージョンを参考にし、その上でロックンロールのリズムとジャズ・ギターを融合したという。

## 反響・評価
ビクターエンタテインメントから先行発売された日本盤CDは、オリコンチャートで141位を記録。アメリカでは『ビルボード』でチャート入りを果たせなかったが、第54回グラミー賞では本作が最優秀ポップ・インストゥルメンタル・アルバム賞にノミネートされた。
Stephen Thomas Erlewineはオールミュージックにおいて5点満点中3.5点を付け、「このアルバムについて最も良い所は、セッツァーがどれほど完成されたルーツ・ギタリストであるかを立証する速いピッキングに、正面切って焦点を当てたことだ」と評している。

## 収録曲
特記なき楽曲はブライアン・セッツァー作。
1. ブルー・ムーン・オブ・ケンタッキー - "Blue Moon of Kentucky" (Bill Monroe) - 4:18
2. チェロキー - "Cherokee" (Ray Noble) - 3:15
3. ビー・バップ・ア・ルーラ - "Be-Bop-A-Lula" (Tex Davis, Gene Vincent) - 4:24
4. アールズ・ブレイクダウン - "Earl's Breakdown" (Earl Scruggs) - 1:53
5. ファー・ノアール・イースト - "Far Noir East" - 3:44
6. インターミッション - "Intermission" - 3:15
7. ゴー・ゴー・ゴジラ - "Go-Go Godzilla" - 3:37
8. ロンサム・ロード - "Lonesome Road" (Gene Austin, Nathaniel Shilkret) - 2:10
9. ヒルビリー・ジャズ・メルトダウン - "Hillbilly Jazz Meltdown" - 2:39
10. ホット・ラヴ - "Hot Love" - 2:51
11. ピックポケット - "Pickpocket" - 2:33

## 参加ミュージシャン
- ブライアン・セッツァー - ギター、バンジョー
- ジョニー・ハットン - アップライト・ベース
- ノアー・レヴィ - ドラムス
- Steve Yeager - ヴィブラフォン(on 6.)